# Pedro Cunill Grau
Pedro Cunill Grau (Santiago de Chile, 1935-Caracas, 24 de marzo de 2023) fue un geógrafo de origen chileno nacionalizado venezolano.

## Biografía
Realizó sus estudio de geografía en la Universidad de Chile de la cual obtiene su licenciatura. Profesor titular de la Facultad de Filosofía y Educación entre 1960-1975. Fue Director del Centro de Estudios Antropológicos (1963-1964) y del Departamento de Geografía en 1970. Doctorado en Geografía en la Universidad Laval de Quebec.
En 1963 aparece su primera gran obra: Geografía de Chile (Santiago de Chile, Editorial Universitaria) que se transforma en el texto guía y de referencia de la Educación Media chilena para las clases de geografía y reeditado continuamente hasta 1978.
Después del golpe militar se exilia en Venezuela. Profesor de la Universidad Central de Venezuela desde 1976. Director de la Escuela de Geografía de dicho centro de estudios entre 1979-1981. Durante el segundo gobierno de Carlos Andrés Pérez formó parte del equipo asesor de la Comisión Presidencial para Asuntos Fronterizos Colombo-Venezolanos (COPAF) presidida por Ramón J. Velásquez. Posteriormente encabezó un equipo de profesionales contratados por la Fundación Polar para elaborar un ambicioso proyecto de una nueva Geografía de Venezuela bajo el nombre de "GeoVenezuela". Entre sus libros destacan "La América Andina"; "Recursos y territorios de la Venezuela posible"; "Geografía del poblamiento venezolano en el siglo XIX" (publicado por la Presidencia de Venezuela en 1987); "Venezuela, opciones geográficas".

## Posiciones
- Miembro XXIV de la Academia Nacional de la Historia de Venezuela.
- Miembro de número electo de la Academia de Ciencias Físicas, Matemáticas y Naturales de Venezuela.

## Obras publicadas
- Atlas histórico de Chile (Santiago de Chile, Instituto Geográfico Militar, 1961)
- Geografía de Chile (Santiago de Chile, Editorial Universitaria, 1963) Segunda edición, enero corregida 1965
- Geografía del Poblamiento Venezolano en el Siglo XIX, 3 Volumes (Caracas, Ediciones de la Presidencia de la República, 1987)
- Los paisajes llaneros de Romulo Gallegos al porvenir (Catedra Romulo Gallegos) (Caracas, CELARG, 2009)